# Bárándy János
Bárándy János (Báránd, 1788. március 16. – Pest, 1854. március 11.) statisztikus, publicista.
Élete utolsó éveiben a fővárosban lakott súlyos betegségével és a nyomorral küzdve.

## Munkái
- Magyarország statisztikai összes átnézete. Bécs, 1842.
- Ueber Ungarus Zustände. Pressburg, 1847. (Ezt az előszó szerint Pozsonyban, 1845. december 31-én fejezte be.)

Kéziratban: Voranschlag der aus dem Kronlande Ungarn nach einer, auf den Reinertrag basirten und klassenmässig basirten jochweisen Taxation des landesüblich bewirthschafteten productiven Bodens anzuhoffenden 12 percentigen Bodenproductions-Steuer. 1850. (Az országos statisztikai hivatal könyvtárában)
Rövidebb munkái a Századunkban jelentek meg.